# Ганцевицький район
Ганцевицький район (біл. Ганцавіцкі раён) — адміністративно-територіальна одиниця у складі Берестейської області Білорусі. Адміністративний центр  — місто Ганцевичі.

## Історія
Ганцевицький район багатий на пам'ятки історії архітектури та культури. До державного списку історико-культурних цінностей Республіки Білорусь внесено 26 історико-культурних цінностей Ганцевщини.

## Адміністративно-територіальний устрій
Адміністративно-територіальний устрій району:
- Денисковицька сільська рада
  - село Денисковичі
- Любашавська сільська рада
  - село Борки
  - село Ганцевичі
  - село Єльня
  - село Любашава
  - село Сукач
- Люсинська сільська рада
  - село Люсино
  - село Маково
  - село Полонь
- Мальковицька сільська рада
  - село Задуб'я
  - село Липськ
  - село Мальковичі
- Нацька сільська рада
  - село Гута
  - село Кришиловичі
  - село Куково-Бор
  - село Локтиші
  - село Мельники
  - село Начь
  - село Остров
  - село Ясенець
- Огаревицька сільська рада
  - село Великі Круговичі
  - село Дубняки
  - село Колонія
  - село Красиничі
  - село Куково
  - село Малі Круговичі
  - село Нові Огаревичі
  - село Огаревичі
  - село Передел
  - село Шашки
- Хотиницька сільська рада
  - село Єлова
  - село Раздяловичі
  - село Хотиничі
- Чудинська сільська рада
  - село Будча
  - село Переволоки
  - село Чудин

## Населення
За переписом населення Білорусі 2009 року чисельність населення району становило 31 170 осіб.
Станом на 1 січня 2004 року на території району проживало 35,2 тис. осіб, з них у сільській місцевості 20,4 тис.осіб, в місті 14,8. Густота населення становить 21 чол./км².

### Національність
Розподіл населення за рідною національністю за даними перепису 2009 року:
| Національність                | Осіб  | Відсоток |
| ----------------------------- | ----- | -------- |
| білоруси                      | 29798 | 95,60 %  |
| росіяни                       | 679   | 2,18 %   |
| поляки                        | 366   | 1,17 %   |
| українці                      | 199   | 0,64 %   |
| національність не вказана     | 43    | 0,14 %   |
| вірмени                       | 26    | 0,08 %   |
| татари                        | 12    | 0,04 %   |
| азербайджанці                 | 8     | 0,03 %   |
| казахи                        | 6     | 0,02 %   |
| молдовани                     | 3     | 0,01 %   |
| узбеки                        | 3     | 0,01 %   |
| таджики                       | 3     | 0,01 %   |
| чуваші                        | 2     | 0,01 %   |
| мордва                        | 2     | 0,01 %   |
| болгари                       | 2     | 0,01 %   |
| афганці                       | 2     | 0,01 %   |
| комі                          | 2     | 0,01 %   |
| киргизи                       | 2     | 0,01 %   |
| уйгури                        | 2     | 0,01 %   |
| дві та більше національності  | 2     | 0,01 %   |
| цигани                        | 1     | 0,00 %   |
| німці                         | 1     | 0,00 %   |
| башкири                       | 1     | 0,00 %   |
| удмурти                       | 1     | 0,00 %   |
| турки                         | 1     | 0,00 %   |
| монголи                       | 1     | 0,00 %   |
| вепси                         | 1     | 0,00 %   |
| національність не повідомлена | 1     | 0,00 %   |
| Разом                         | 31170 | 100 %    |

За даними перепису 1999 року національний склад населення:
- білоруси — 94,4 %
- росіяни — 3 %;
- поляки — 1,8 %;
- інші національності — 1,2 %.

## Відомі особистості
У районі народився:
- Варвашевич Микола Федорович (1934—2001) — білоруський режисер (с. Радилавичі).
- Рудковський Михайло Михайлович(1936-1991) — білоруський поет, перекладач (с. Остров).[2]